# سفارت استرالیا در تهران
سفارت استرالیا در تهران سفارت رسمی دولت استرالیا در کشور ایران است. این سفارت‌خانه در نزدیکی میدان آرژانتین تهران قرار دارد.
هم‌اکنون پائول فولی (به انگلیسی: Paul Foley) سفیر استرالیا در ایران است.

## تعطیلی بخش ویزا
بخش صدور ویزای سفارت پس از هشدار چند وکیل مهاجرت به دلیل وجود رابطه و فساد درگرفتن و صدور ویزا تعطیل شد.
این مسئله ابتدا در ژانویه ۲۰۱۷ در تهران مطرح و سپس در استرالیا به تحقیق دربارهٔ آن پرداختند.
درخواست‌های ویزا در سفارت‌خانه‌های دیگر استرالیا در منطقه بررسی می‌شود.